# フィオナ・レグゲート
フィオナ・レグゲート（Fiona Leggate、1980年5月28日 - ）は、イギリスの女性ドライバー。 

## 経歴
レグゲートは幼少の頃からモータースポーツに興味を持っていた。父親のマルコム・レグゲートは、サルーンカーレースで19年のキャリアがあり、イギリス以外ではセダンレーサーとしても知られていた。 
馬場馬術イベントや障害飛越競技に参加していたがその後、10歳のときに障害飛越競技で一度に両手首を骨折、以来彼女は注目を馬術から馬力に切り替え、元英国ラリーチャンピオンのグウィンダフ・エヴァンスと競うため競技に参加、そして優勝を遂げた。 
これにより、2003年と2004年にブリットカーやMG XPowerトロフィーなどのさまざまな選手権に出場し、2004年7月に1日で行われたほとんどのレースで世界記録を樹立したという。  

### イギリスツーリングカー選手権（BTCC）
2005年から、イギリスツーリングカー選手権(BTCC)のインディペンデントチームのボクスホール・アストラクーペでレミントン・スパベースのTech-Speedチームで3シーズン参戦し活躍した。このアストラは環境にも考慮した、バイオエタノールを燃料とするエンジンで非常に注目されていた。 彼女はシルバーストーンでの5位を含む12ポイントを獲得し、環境に優しい燃料で多くの知名度を得た。 

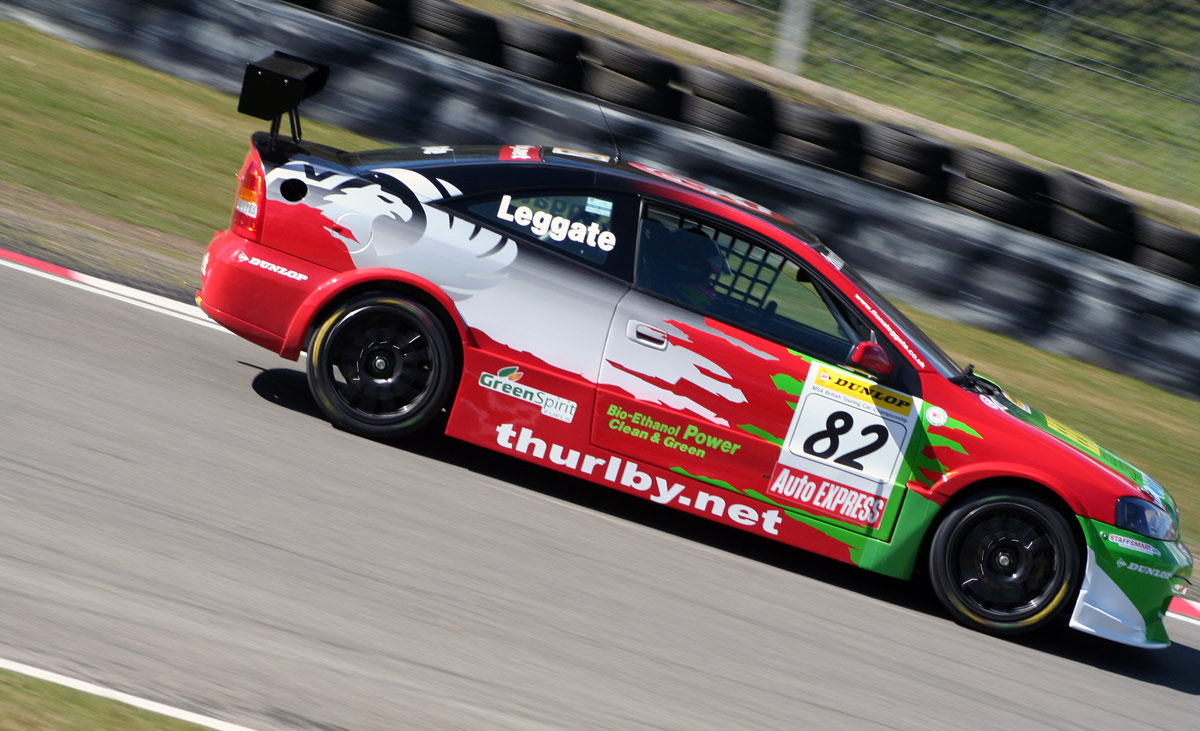
2006年 イギリスツーリングカー選手権のブランドハッチラウンドでバイオエタノール燃料のボクスホール・アストラを運転するレグゲート。

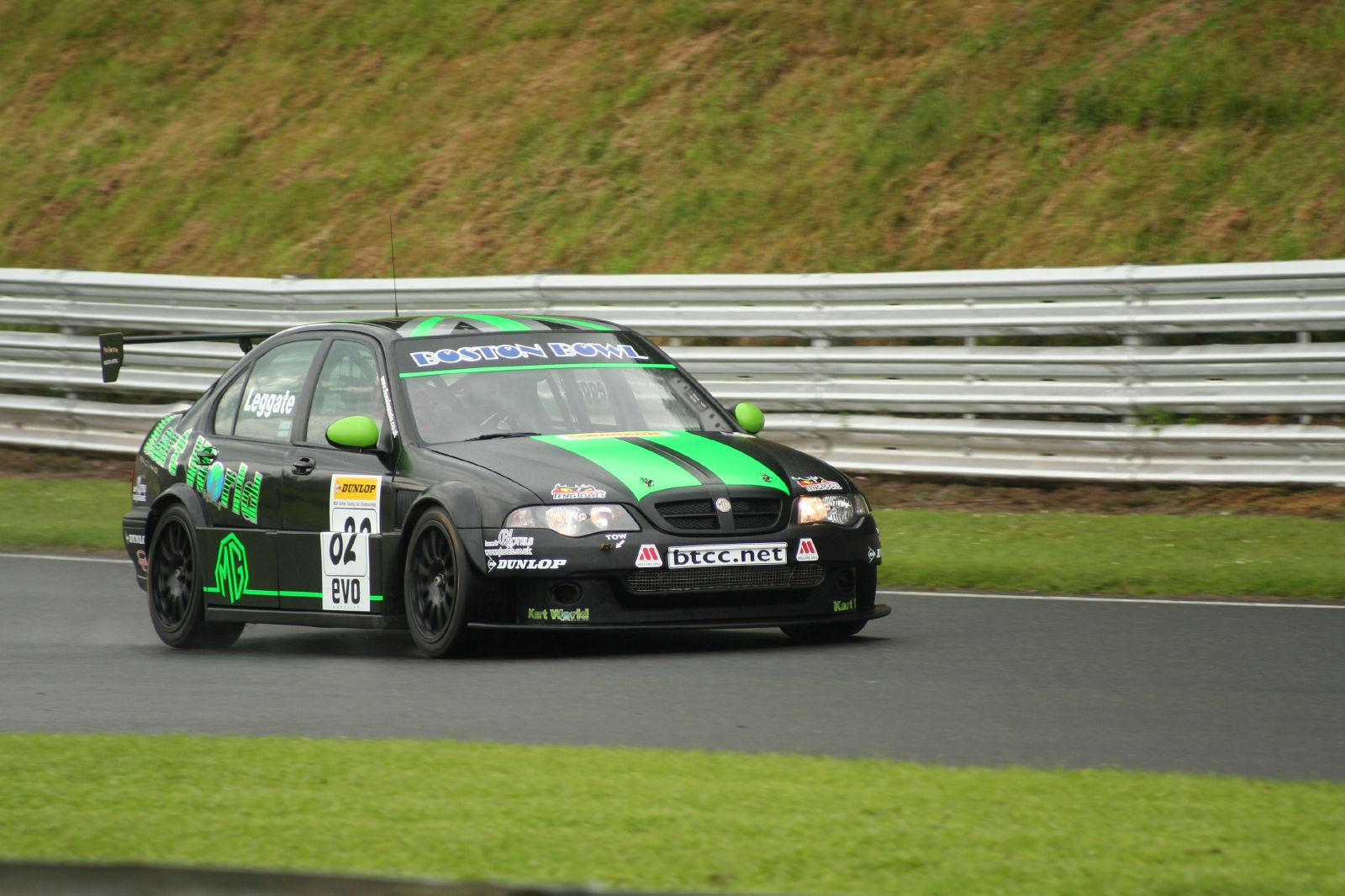
レグゲートは、2007年 イギリスツーリングカー選手権のオールトンパークラウンドでカートワールドレーシングが運営するMG・ZSを運転

2006年、レグゲートはバイオエタノールで走行する同じ車でBTCCに再び参加。ボクソールのディーラーであるThurlby Motorsからの新しいスポンサーと、Energy Efficient Motorsport（EEMS）スキームからの継続的なサポートを得ていた。彼女の最高の結果はトリオでの10位。彼女は第6ラウンドでエンジンシリンダーのひび割れによりレース完走を逃す。  第8ラウンドも欠場した後、彼女はシリーズから脱退、 残りの2ラウンドはポール・オニールが彼女の代わりに出場した。  
2007年、彼女は再びバイオエタノールを燃料とした元WSR MG ZSを使用して、KartworldチームとBTCCレースを戦う。また、2006年に使用したのと同じMG ZRでEERC Production S1チャンピオンシップにも参戦した。

### その他のレース
2006年、レグゲートはMG ZRでBritcar Production S1レースに参加。彼女はシルバーストーンで3月にMGレーサーポールホワイトと、ブランドハッチで6月にロブオルダカーとかつて提携していた。 その後レグゲートはオルダカーとでMGトロフィーレーサーベンジャックとイタリアのBMWレーサーウンベルトナカムリがシルバーストーン24時間レースに参加。この車はエンジンの故障でリタイアしたが、あと1時間余りで完走記録であった。彼女はミニチャレンジにも出場し、Thruxton and Spaをドライブしたが、エンジンエレクトロニクスの故障によりレース2完走を逃している。 
これに加えて、彼女は6月のMGCC Silverstoneミーティングで2回の耐久レースで別のMG ZRにも参戦。第2レースでレギュラードライバーのロブ・オルダカーとマーク・ステイシーらとレース1でパートナーになる。 車は、ヘッドガスケットの故障により、2回目レースからもリタイア。 
2007年、レグゲートはPS1チャンピオンシップに参戦し、最初の4レースでクラスを獲得、2回のミーティングと最速ラップでクラスポールを獲得した。 

### 私生活
元夫のダニー・ワッツとの間に息子が一人いる。 ワッツもレーシングドライバーであり、BTCCで活躍したほか、24時間レースで活躍した。 

## レース記録

### イギリスツーリングカー選手権
（キー）（太字のレースはポールポジションを示す- 1点は、単に最初のレースで受賞）（イタリック体のレースは、最速ラップを示す- 1点は、すべてのレースを受賞）（少なくとも1周*が意味するもの、ドライバリードレース- 1点は、すべて受賞したレース）
| 年     | チーム                     | 車                           | 1         | 2         | 3        | 4         | 5         | 6         | 7        | 8        | 9         | 10       | 11        | 12       | 13        | 14       | 15        | 16        | 17        | 18        | 19       | 20        | 21        | 22        | 23        | 24        | 25        | 26       | 27       | 28       | 29        | 30       | DC   | Pts |
| ------ | -------------------------- | ---------------------------- | --------- | --------- | -------- | --------- | --------- | --------- | -------- | -------- | --------- | -------- | --------- | -------- | --------- | -------- | --------- | --------- | --------- | --------- | -------- | --------- | --------- | --------- | --------- | --------- | --------- | -------- | -------- | -------- | --------- | -------- | ---- | --- |
| 2005年 | Tech-Speed Motorsport      | ボクスホール・アストラクーペ | DON 1     | DON 2     | DON 3    | THR 1     | THR 2     | THR 3     | BRH 1    | BRH 2    | BRH 3     | OUL 1    | OUL 2     | OUL 3    | CRO 1 11  | CRO 2 14 | CRO 3 10  | MON 1 13  | MON 2 13  | MON 3 9   | SNE 1 11 | SNE 2 13  | SNE 3 DNS | KNO 1 14  | KNO 2 11  | KNO 3 9   | SIL 1 13  | SIL 2 5  | SIL 3 13 | BRH 1 13 | BRH 2 Ret | BRH 3 10 | 16位 | 12  |
| 2006年 | Thurlby MotorsとTech-Speed | ボクスホール・アストラクーペ | BRH 1 Ret | BRH 2 12  | BRH 3 10 | MON 1 14  | MON 2 Ret | MON 3 DNS | OUL 1 15 | OUL 2 14 | OUL 3 11  | THR 1 10 | THR 2 13  | THR 3 10 | CRO 1 Ret | CRO 2 16 | CRO 3 14  | DON 1 DNS | DON 2 DNS | DON 3 DNS | SNE 1 13 | SNE 2 12  | SNE 3 Ret | KNO 1     | KNO 2     | KNO 3     | BRH 1     | BRH 2    | BRH 3    | SIL 1    | SIL 2     | SIL 3    | 21位 | 3   |
| 2007年 | Kartworld Racing           | MG・ZS                       | BRH 1 Ret | BRH 2 DNS | BRH 3 14 | ROC 1 Ret | ROC 2 DNS | ROC 3 Ret | THR 1 14 | THR 2 12 | THR 3 Ret | CRO 1 15 | CRO 2 Ret | CRO 3 13 | OUL 1 16  | OUL 2 15 | OUL 3 Ret | DON 1 Ret | DON 2 19  | DON 3 18  | SNE 1 17 | SNE 2 Ret | SNE 3 DNS | BRH 1 Ret | BRH 2 DNS | BRH 3 Ret | KNO 1 Ret | KNO 2 15 | KNO 3 14 | THR 1 19 | THR 2 DNS | THR 3 18 | 31位 |     |